# كرفان الأدميرال
كرفان الأدميرال هي رواية للكاتب تشارلز إي كاريل، كُتبت عام 1891 ونشرتها شركة سينشري بنيويورك عام 1892. إنها واحدة من المقلدات الأدبية العديدة المستوحاة من كتابي لويس كارول مغامرات أليس في بلاد العجائب (1865) وعبر المرآة (1871). ظهرت في شكل متسلسل في مجلة الأطفال سانت نيكولاس ابتداء من عام 1891.
تدور القصة حول فتاة صغيرة تدعى دوروثي تقوم برحلة مع ثلاثة تماثيل خشبية تعود إلى الحياة عشية عيد الميلاد.
يحتوي الكتاب على رسومات خطية لريجينالد باثورست بيرش.
في عام 1885، نشر كاريل كتابًا آخر مستوحى من مغامرات أليس في بلاد العجائب بعنوان ديفي والعفريت.

## الفهرس
- كاريل، تشارلز إدوارد (2011) قافلة الأميرال . إيفرتيب. رقم ISBN 978-1-904808-66-4